# Jimmie Nicol
Pour les articles homonymes, voir Nicol.
James George Nicol, mieux connu sous le nom de Jimmie Nicol, est un batteur anglais né le 3 août 1939, qui a été très brièvement batteur remplaçant des Beatles en juin 1964. Peu avant une tournée en Europe du Nord et en Océanie, le batteur du groupe, Ringo Starr, doit être hospitalisé pour être opéré d'une appendicite. Afin de respecter les engagements pris, Il faut le remplacer dans l'urgence. Nicol intègre donc le groupe pour cinq concerts et une apparition télévisée avant que Ringo ne rejoigne le groupe à Melbourne tandis qu'il prend l'avion du retour en Angleterre.  
Bien que relativement bien intégré dans l'image du groupe (il porte même les vêtements de Starr), il ne se sent pas réellement à sa place, et n'a plus aucun contact avec ses membres une fois la tournée passée. Il tente de poursuivre sa carrière musicale avec un autre groupe, The Shubdubs, mais ne connaît pas le succès et fait faillite dès 1965. La suite de sa vie est très obscure, Nicol s'étant tenu à l'écart des médias à quelques exceptions près. Il a un temps été décorateur d'intérieur au Mexique, avant de revenir en Angleterre comme charpentier. En dépit d'annonces de sa mort à la fin des années 1990, il a été affirmé en 2005 qu'il continuait à vivre en reclus à Londres.
Jimmie Nicol a également eu un léger impact sur l’œuvre des Beatles. C'est en effet une phrase qu'il répétait sans cesse durant la tournée de 1964 qui a inspiré à Paul McCartney la chanson Getting Better en 1967.

## Biographie

### Début de carrière
James George Nicol naît le 3 août 1939 à Londres. Dès la fin des années 1950, il commence à jouer comme batteur de plusieurs groupes dans des petits clubs, et participe à certaines séances en studio. Il est également à la tête de son propre groupe, les Shubdubs.
Ce début de carrière assez anecdotique le voit notamment participer à un enregistrement de Tommy Quickly, l'un des artistes managés par Brian Epstein, sous la production de George Martin ; ce qui le rapproche quelque peu de la sphère des Beatles. Il participe également à l'enregistrement d'un album de reprises des premiers succès du groupe par les Koppykats, ce qui lui permet de maîtriser un certain nombre de leurs succès.

### Batteur des Beatles

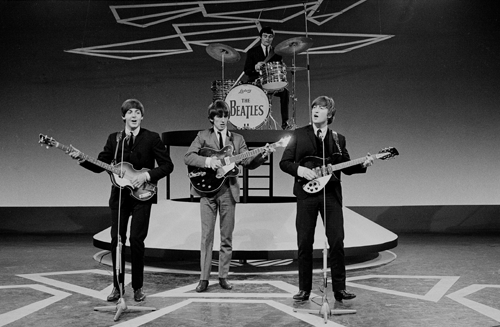
Jimmie Nicol sur scène avec les Beatles en juin 1964 aux Pays-Bas.

Le 3 juin 1964, les Beatles posent pour le photographe John Launois (en), en habit de style anglais et coiffés de chapeaux melons, lors d'une séance photo pour le Saturday Evening Post. Durant celle-ci Ringo Starr se sent très mal et est hospitalisé en urgence pour être opéré des amygdales. Le groupe doit jouer le lendemain à Copenhague au Danemark, puis s’envoler pour Hong Kong et rejoindre dans la foulée l’Australie pour une première tournée aux antipodes. 
Le manager du groupe, Brian Epstein, et le producteur George Martin envisagent alors de trouver un remplaçant temporaire à Ringo, ce contre quoi George Harrison s'élève avec force, mais sans succès, compte tenu de l'imminence des engagements à honorer. Le guitariste se rappelle encore trente ans plus tard : « Bien entendu, avec tout le respect que je dois à Jimmie, on n'aurait pas dû le faire. On était des stars, point final. Vous imaginez les Rolling Sones partant en tournée : « Désolés, Mick peut pas venir. » — « Pas grave, on va lui trouver un remplaçant pour deux semaines ». C'était tout bête, et je ne comprenais pas. J'ai vraiment détesté la façon dont on s'est montrés incapables de prendre notre propre décision. [...] Si on avait été plus âgés, je suppose qu'on aurait tourné les talons et dit qu'on ne partait pas. Mais en ce temps-là, on était aussi nuls les uns que les autres ».
Pour Brian Epstein et George Martin, l'affaire est non négociable, il ne faut pas décevoir les fans. Jimmie Nicol semble le plus adapté pour se calquer à l'image des Beatles, et sa participation au disque de reprises Beatlemania fait qu'il maîtrise les chansons à jouer. Martin l'appelle donc rapidement : « J'étais allongé après déjeûner quand le téléphone a sonné. C'était EMI qui me demandait si je pouvais venir en studio pour répéter avec les Beatles. Deux heures après y être allé, on me disait de préparer mes bagages pour le Danemark ». La séance d'enregistrement initialement prévue le 3 juin aux studios EMI d'Abbey Road est remplacée par des répétitions du répertoire du groupe en préparation des concerts. Quelques chansons sont également répétées : il est donc probable que Nicol joue de la batterie sur le démo de No Reply enregistrée ce jour-là et publiée en 1995 sur le disque Anthology 1.
Dès le lendemain, Nicol est sur scène à Copenhague. Pour mieux s'intégrer au groupe, le batteur porte le costume de Ringo Starr, ajusté à l'aide d'épingles. Le répertoire du groupe est amputé d'une chanson, I Wanna Be Your Man, normalement interprété par Starr, mais le concert se déroule sans encombre. Le 6 juin, ils se retrouvent à Amsterdam aux Pays-Bas où ils ont un tour guidé en bateau-mouche dans les canaux de la ville préalablement à leurs concerts en après-midi et en soirée dans le village de Blokker, à 40 kilomètres de la ville. Puis les Beatles et leur batteur temporaire s’envolent pour Hong Kong où ils se produisent le 10 juin avant de rejoindre l’Australie pour deux concerts à Adelaide, les 12 et 13 juin. Le lendemain à Melbourne, Ringo Starr est de retour derrière sa batterie. 
Par la fantaisie débridée qu'on lui voit lors des interviews de l'époque, Jimmie Nicol s'est coulé dans l'image Beatles aussi vite que le fera plus tard Ron Wood dans l'image Stones. Les banderoles que l'on voit dans les passages sur la tournée aux Pays-Bas montrent cependant que le public réclame le retour de Ringo. Quant à Nicol, se sentant intrus au sein du groupe (tout en reconnaissant leur très bon accueil), il repart aussitôt en Angleterre où il reçoit un confortable cachet (2500 £ par concert + 2500 £ de bonus + 500 £) et, en remerciement, une montre en or gravée de la mention "From The Beatles and Brian Epstein to Jimmie - with appreciation and gratitude".

### Fin de carrière musicale et retour dans l'ombre
Après la fin de son contrat avec les Beatles, Nicol espère surfer sur sa notoriété pour continuer sa carrière musicale. Il continue donc à tourner avec les Shubdubs et participe avec eux à la première partie d'un concert des Beatles à Brighton le 12 juillet 1964. Ils se parlent un peu, mais, selon Nicol, « le vent avait tourné depuis la dernière fois que nous nous étions vus. Ils étaient aimables ». Le single qu'il sort peu après, Husky/Please Don't Go ne parvient pas à entrer dans les charts. En avril 1965, Le groupe de Nicol est déclaré en faillite. Il tourne deux ans 1965/1967 avec le groupe instrumental suédois The Spotnicks avant de s'installer au Mexique où il se marie à la fin des années 1960.
Sans un sou, le couple retourne à Londres en 1987. Cette même année, il donne une rare interview à la presse sur son expérience au sein des Beatles. En dépit de rumeurs sur sa mort, il a été déclaré qu'il travaillait comme charpentier à la fin des années 1997. En 2005, le Daily Mail rapporte qu'il vit reclus, à Londres.

## Postérité dans l’œuvre des Beatles
Après chaque concert, John Lennon, Paul McCartney et George Harrison interrogent constamment Jimmie Nicol, afin de savoir comment les choses se passent pour lui. Sa réponse est toujours « It’s getting better » (« ça s'améliore »). Cela devient un sujet de plaisanterie récurrent entre les Beatles. 
Quelques années plus tard, Paul McCartney est en train de promener sa chienne Martha en compagnie du journaliste et biographe Hunter Davies, quand le soleil fait son apparition. Ce qui fait dire à Paul « It’s getting better » avant qu’il n’éclate de rire en pensant à Jimmie Nicol. C’est ainsi que naît la chanson Getting Better publiée en 1967 sur l’album Sgt. Pepper's Lonely Hearts Club Band.